# Drosophila hypomelana
Drosophila hypomelana är en tvåvingeart som beskrevs av Toyohi Okada och Carson 1983. Drosophila hypomelana ingår i släktet Drosophila och familjen daggflugor.
Artens utbredningsområde är Nya Guinea.